# Akontion

Figur mit Acontium

Akontion ist der Speerwurf, der bei den Olympischen Spielen der Antike eine Teildisziplin des Pentathlon, des historischen Fünfkampfs, war.
Der Akontion unterscheidet sich vom neuzeitlichen Speerwurf vor allem durch die Technik. In der Antike wurde der Speer mit Hilfe  einer Lederschnur, der Ankyle, geschleudert. Sie wurde am Schwerpunkt des Speers um den Schaft gewickelt und endete in einer Schlaufe, in die Mittel- und Zeigefinger der Wurfhand gehakt wurden. Beim Schleudern des Speers wickelte sich die Ankyle ab und verlieh dem Speer einen Drall, der ihn weiter und stabiler fliegen ließ. 
Zum Regelwerk des Akontion ist wenig bekannt: Da in jedem Wettkampf der antiken Spiele nur der erste Platz zählte, wurde wohl nicht die Länge jedes Wurfs gemessen, sondern nur eine Markierung am Aufschlagpunkt des weitesten Wurfs gesetzt, die alle übrigen Werfer dann versuchen mussten zu übertreffen.